# Хідіскурі (Каспський муніципалітет)
Хідіскурі (груз. ხიდისყური) — село в Грузії.
За даними перепису населення 2014 року в селі проживає 652 осіб.